# Rock Cave (Virginie-Occidentale)
Rock Cave est une census-designated place située dans le comté d'Upshur, dans l’État de Virginie-Occidentale, aux États-Unis. Lors du recensement de 2020, elle comptait 319 habitants.